# Усадьба Шаховских-Глебовых-Стрешневых
Усадьба Шаховских-Глебовых-Стрешневых — дворянская усадьба, расположенная на Большой Никитской улице в Москве, построенная во второй половине XIX века. Объект культурного наследия регионального значения. В настоящее время на территории усадьбы действует музыкальный театр «Геликон-опера».

## История
В основе существующего усадебного комплекса лежит усадьба Н. В. Репнина, построенная в 1730-е годы. С 1759 года она принадлежала княгине Настасье Дашковой (свекрови Екатерины Дашковой, сподвижницы Екатерины II). С 1768 года усадьба перешла во владение Глебовых (впоследствии Глебовых—Стрешневых). В XIX веке при усадьбе действовал театр, в котором проводились приёмы представителей высшего света. С 1864 года наследниками усадьбы становятся Шаховские-Глебовы-Стрешневы — Евгения Фёдоровна и её муж Михаил Валентинович. В 1884—1886 годах по их инициативе усадебный комплекс был капитально перестроен по проекту архитекторов Фёдора Кольбе и Константина Терского. В частности, был построен в русском стиле частный театр на углу Большой Никитской улицы и Малого Кисловского переулка (ныне академический театр имени Владимира Маяковского). В главном доме усадьбы был построен Белоколонный зал (ныне главная сцена «Геликон-оперы»), а также флигели. От построек XVIII века в усадебном комплексе остался лишь фасад главного дома, выходящий на Большую Никитскую улицу.
Шаховские-Глебовы-Стрешневы длительное время проживали за границей, а в 1892 году, после смерти Михаила, Евгения Фёдоровна покинула усадьбу. В дальнейшем её здания сдавались в аренду. В 1905—1915 годах главный дом усадьбы занимало Московское общество караимов, в 1915—1917 — справочно-статистическое бюро Императорского русского театрального общества, в 1917—1918 — Камерный театр А. Я. Таирова. После революции усадьба была национализирована, в 1920-е-1930-е годы в ней размещался Театр революции, с 1937 года главный дом был передан Клубу медицинских работников, в связи с чем за ним закрепилось название «Дом медика». С 1990 года в усадьбе размещается театр «Геликон-опера».

## Реконструкция усадьбы
В конце 2000-х годов была произведена реконструкция усадьбы под нужды театра «Геликон-опера». Проект был разработан в проектном институте «Моспроект-4» под руководством архитектора Андрея Бокова и заключался в создании двух новых зрительных залов на 200 и 500 мест. С этой целью был перекрыт бывший усадебный двор, в котором обустроен более крупный зрительный зал — новая сцена театра, а «красное крыльцо» превратилось в ВИП-ложу этого зала. В 2009 и 2011 годах для расширения площади будущего зрительного зала были снесены два флигеля усадьбы, построенных в конце XIX века, что вызвало резкую критику со стороны общественного движения «Архнадзор». Его координатор Рустам Рахматуллин ещё до сноса здания подчеркнул, что «если функция не умещается в памятник, то нужно корректировать не памятник, а функцию». Заместитель Мэра Москвы по вопросам градостроительной политики и строительства Марат Хуснуллин заявил, что решение о сносе, возможно, было ошибочным, однако отказаться от него было невозможно в силу того, что в реконструкцию усадебного комплекса было вложено более миллиарда рублей из бюджета.
Второго ноября 2015 года театр открылся после реконструкции.